# ウォッチング・レインボーズ
「ウォッチング・レインボーズ」（Watching Rainbows）は、ビートルズが1969年1月14日にトゥイッケナム・スタジオでのセッション（通称ゲット・バック・セッション）において録音した未発表の楽曲。リード・ボーカルとエレクトリックピアノがジョン・レノン、リードギターがポール・マッカートニー、ドラムスがリンゴ・スターという編成で演奏されており、ジョージ・ハリスンは当時一時的に脱退していたことから不参加となっている。
本作は2つのコードで構成されており、歌詞や曲の構成が「アイ・アム・ザ・ウォルラス」や「アイヴ・ガッタ・フィーリング」と類似している。
なお、本作は未発表の楽曲であるため、記事名で使用されている「ウォッチング・レインボーズ」という邦題は仮称である。

## 背景・曲の構成
「ウォッチング・レインボーズ」は、ゲット・バック・セッションの最中である1969年1月14日にプロデューサーのジョージ・マーティンと共に、トゥイッケナム・スタジオにレコーディングされた楽曲で、「ミーン・ミスター・マスタード」と「Madman」（未発表曲）とのメドレーという形で演奏された 。このセッションが行われる5日前にジョージ・ハリスンが一時的にビートルズを脱退したため、リードギターはポール・マッカートニーが演奏した。
2つのコードで構成された本作は、他のビートルズの楽曲との関連性も見られる。1つは曲の構成が類似した「アイヴ・ガッタ・フィーリング」で、もう1つは本作の歌詞の1フレーズである「Standing in the garden, waiting for the sun to shine」と類似したフレーズを持つ「アイ・アム・ザ・ウォルラス」である。また、サビでは「shoot me!（俺を撃て！）」と歌っている箇所があり、これは後に発売された「カム・トゥゲザー」でも使用された。
本作はマッカートニーが「アイヴ・ガッタ・フィーリング」のリードギターのフレーズを演奏するところから始まり、「アイ・アム・ザ・ウォルラス」の3つ目のヴァースを思わせる歌詞を歌った後、ジャム・セッションへと変遷していく。内容的には、貧困に喘いでいる男が「虹を夢見るだけでなく、その夢を自分の力で掴みたい」と望む前向きなものであり、後にレノンがソロで発表する『マザー』と共通する母親への想いを歌っている部分も見受けられる。
本作は後に「Everybody Had a Hard Year」となったのち、マッカートニーが書いた「アイヴ・ガッタ・フィーリング」と統合された。

## 評価
作家のリッチー・アンターバーガーは、本作に対して否定的な評価を下しており、「退屈」「厚ぼったい」「使い捨ての曲」とコメントしている。その一方で、『ニューヨーク・マガジン』誌のデヴィッド・マルケーゼは「アルバム『レット・イット・ビー』のセッションで、違った遊び心のある素晴らしい楽曲」と高評価を下している。

## クレジット
※出典
- ジョン・レノン - エレクトリックピアノ、リード・ボーカル
- ポール・マッカートニー - リードギター
- リンゴ・スター - ドラムス